# Mycetophila diligens
Mycetophila diligens är en tvåvingeart som beskrevs av Zaitzev 1999. Mycetophila diligens ingår i släktet Mycetophila och familjen svampmyggor. Inga underarter finns listade i Catalogue of Life.